# Лејк Висконсин (Висконсин)
Лејк Висконсин (енгл. Lake Wisconsin) насељено је место без административног статуса у америчкој савезној држави Висконсин.

## Демографија
По попису из 2010. године број становника је 4.189, што је 696 (19,9%) становника више него 2000. године.
| Група             | 2000.         | 2010.         |
| Белци             | 3.427 (98,1%) | 4.069 (97,1%) |
| Афроамериканци    | 5 (0,1%)      | 10 (0,2%)     |
| Азијати           | 9 (0,3%)      | 21 (0,5%)     |
| Хиспаноамериканци | 19 (0,5%)     | 47 (1,1%)     |
| Укупно            | 3.493         | 4.189         |